# Park Chung-hee (handbollsspelare)
Park Chung-hee född den 10 april 1975, är en sydkoreansk handbollsspelare.
Hon tog OS-brons i damernas turnering i samband med de olympiska handbollstävlingarna 2008 i Peking.